# 15 cm Luftminenwerfer M. 15 M. E.
Il 15 cm Luftminenwerfer M. 15 M. E. fu un mortaio medio tedesco utilizzato dall'Imperiale e regio esercito durante la prima guerra mondiale.

## Storia
Nel maggio 1915, la società tedesca Ehrhardt und Sehmer presentò alla commissione tecnica militare austro-ungarica (TMK) il 10,5 cm Luftminenwerfer M.15, tuttavia nel luglio 1915, un'altra società tedesca, la Maschinenfabrik Esslingen presentò agli esperti tedeschi un altro mortaio pneumatico più potente, il 15 cm Luftminenwerfer M. 15 M. E. Il rappresentante dell'esercito austro-ungarico che stava assistendo a questa dimostrazione ne fu impressionato, così dopo alcuni ulteriori test in Austria, fu emesso un ordine. I primi 4 mortai arrivarono alle unità nell'ottobre 1915. Un totale di altri 105 mortai furono consegnati tra il 1915 ed il 1916. Fu sostituito dai nuovi mortai pneumatici che l'Austria-Ungheria sviluppò in una notevole varietà durante la prima guerra mondiale.

## Tecnica
L'uso di mortai pneumatici stava portando a un enorme progresso nella furtività, poiché i loro colpi non producevano fumo e quasi nessun suono, ma la loro gittata era davvero modesta. Questo mortaio era alimentato da una bombola di aria compressa con una capacità di tiro di 12 colpi, questo mortaio sparava proiettili ovoidali equipaggiati con la spoletta tedesca Pappenberg.